# ورزشگاه مردکا
ورزشگاه مردکا (انگلیسی: Stadium Merdeka) یا ورزشگاه استقلال (Independence Stadium)، یک ورزشگاه است که در کوالا لامپور، مالزی قرار دارد. این ورزشگاه به خاطر محل برگزاری اعلان رسمی استقلال فدراسیون مالایا در روز ۳۱ اوت ۱۹۵۷ مشهور است و همچنین محل برگزاری اعلامیه مالزی در روز ۱۶ سپتامبر ۱۹۶۳ بود.
این ورزشگاه دارای یک تراس پایینی و یک تراس بالایی با گنجایش ۲۵٬۰۰۰ نفر می‌باشد، دارای ۱۴ تونل ورودی، یک جایگاه سرپوشیده، ۵۰ گیت عبور و ۴ نورافکن بوده و مالک کنونی این ورزشگاه پرمودالان ناسیونال برهاد (پی‌ان‌بی) است.